# Kim Sang-sik
Kim Sang-sik ((김상식?, 金相植?); Haenam, 17 dicembre 1976) è un allenatore di calcio ed ex calciatore sudcoreano, di ruolo centrocampista, commissario tecnico della nazionale vietnamita e della nazionale under 23 vietnamita.

## Palmarès

### Giocatore

#### Competizioni nazionali
- Campionato sudcoreano: 5

S. Ilhwa Chunma: 2001, 2002, 2006
Jeonbuk Hyundai: 2009, 2011
- Coppa di Lega sudcoreana: 1

S. Ilhwa Chunma: 1999

### Allenatore

#### Club
- Campionato sudcoreano: 1

Jeonbuk Hyundai: 2021
- Coppa della Corea del Sud: 1

Jeonbuk Hyundai: 2022

#### Nazionale
- ASEAN Cup: 1

Vietnam: 2024